# ۱۲۹۸ (میلادی)

## رویدادها
- ژوئیه - در ژاپن، امپراتور گو-فوشیمی جانشین امپراتور فوشیمی شد.

## مرگ‌ها
- ۲ ژوئیه - آدولف پادشاه آلمان